# サービス残業
サービス残業（サービスざんぎょう）とは、法令上で被雇用者に支払うべき賃金の全額が支払われない時間外労働の俗称。

## 日本におけるサービス残業
日本では労働基準法第37条に時間外、休日及び深夜の割増賃金の規定がある。また、割増賃金率の最低基準は、「労働基準法第37条第1項の時間外及び休日の割増賃金に係る率の最低限度を定める政令」で定められている。
サービス残業は、労働基準法第37条第1項で定められている「時間外労働分の割増賃金を支払う」べき要件が欠けており、1銭でも不足すれば違法となる。
ただし、適用除外などの規定があるときは労働時間の規制が適用されない場合がある。
- 残業の法的性質については、時間外労働を参照。

労働基準法第32条、第37条には、違反した場合の罰則が労働基準法第119条によって規定されている。これに違反した使用者は、6箇月以下の懲役または30万円以下の罰金に処すると定められている。

### サービス残業の実態

#### 統計による実態

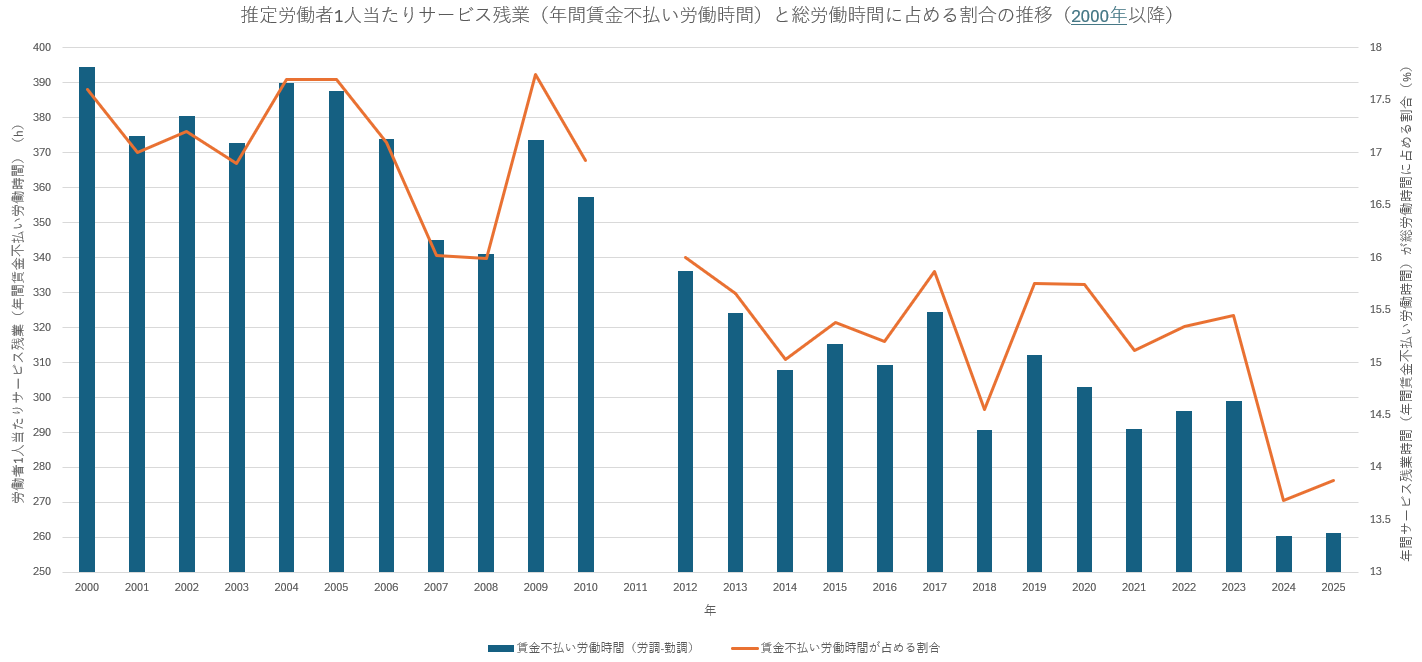
労働者1人当たりサービス残業（年間賃金不払い労働時間）と総労働時間に占める割合の推移（2000年以降）
賃金不払い労働時間は減少傾向にあるが、割合がそれ程変わっていないことも示している

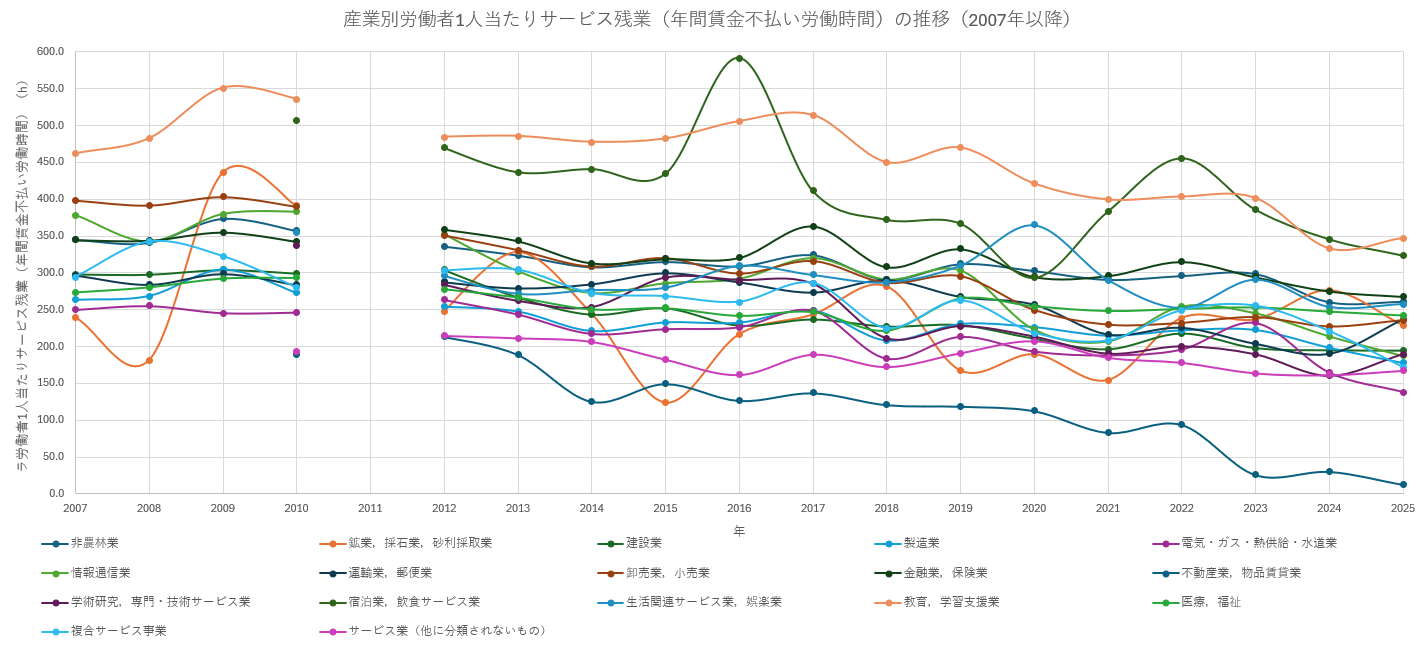
産業別労働者1人当たりサービス残業（年間賃金不払い労働時間）の推移（2007年以降）

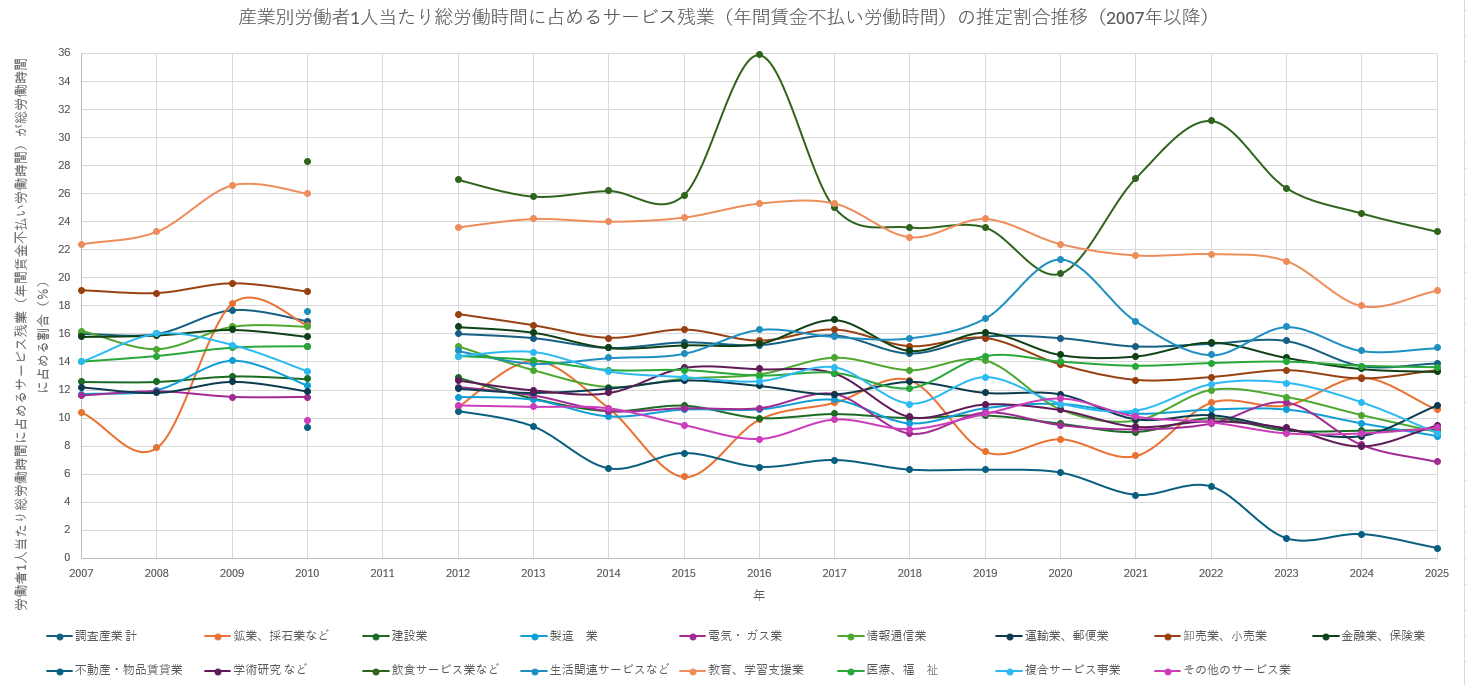
産業別労働者1人当たり総労働時間に占めるサービス残業（年間賃金不払い労働時間）の割合推移（2007年以降）。

労働力調査は、労働者自身による申告を基に集計しているのに対して、毎月勤労統計調査は企業に対して企業に勤めている労働者の労働時間を申告した時間（つまり、労働者に賃金を支払った労働時間）を基に集計しているため、その差を「サービス残業時間（賃金不払い労働時間）」とみなすことができる。また、その差の中に残業手当の支払い義務がない役員・管理職や裁量労働制の労働者が働いた労働時間も含まれると指摘されているが、その割合は、ニッセイ基礎研究所の斎藤太郎より、サービス残業時間（賃金不払い労働時間）の約4割と推定されているが、残りの約6割がそれらに当たらないサービス残業であることに変わりはない。
賃金不払い労働時間は、以下の表のように推移している。2020年時点でのサービス残業時間（賃金不払い労働時間）は、労働者1人当たり年間302.9時間である。また、これらの表より、時間自体は減少傾向にあるが、労働時間に占める割合は、2000年代は17%前後、2010年代は15%前後と微減しているものの、それ程変わっていない。更には2019年4月に働き方改革が開始されたが、業務効率化が不十分な状態で開始されたため、2019年の労働者1人当たりのサービス残業時間は、「鉱業、採石業等」「運輸業、郵便業」以外は、前年の2018年よりサービス残業を増加させる結果となっている。そのことを指摘するだけでなく、2020年4月から中小企業にも残業規制が開始されたため、サービス残業時間が増加する恐れがあることも指摘されている。実際には、2020年は新型コロナウイルス感染症の流行による経済的な影響により時間外労働が前年より減少した一方で、経済的に直接影響を受けた「飲食サービス業など」と「生活関連サービスなど」に限ると、時間外労働は前年より増加している。
また、どの業種にもサービス残業（賃金不払い労働時間）が生じているが、特に「教育、学習支援業」と「飲食サービス業など」及び「生活関連サービスなど」が多く、年間の時間が350時間を超えており、総労働時間に占める割合も20%以上と高い。
「教育、学習支援業」の場合、教職員の長時間労働が背景にあり、持ち帰り残業も多いことも指摘されている。更には、公立学校の場合、給特法により基本給の4％に当たる教職調整額を賃金として支払えば、何時間でも残業が可能なため、長時間労働やサービス残業が発生しやすいことも指摘されている。「飲食サービス業など」及び「生活関連サービスなど」の場合は、人手不足だけでなく、非正規社員の比率が高まったことによる正社員の業務負担のしわ寄せや休日の取りづらさが背景にある。
| 年   | 労働力調査 による 年間労働時間 | 毎月勤労統計調査 による 総実労働時間 | 賃金不払い 労働時間 （労調-勤調） | 賃金不払い 労働時間 が占める割合 |
| ---- | ------------------------------ | ------------------------------------ | --------------------------------- | -------------------------------- |
| 2000 | 2,247.4                        | 1,852.8                              | 394.6                             | 17.6                             |
| 2001 | 2,210.9                        | 1,836.0                              | 374.9                             | 17.0                             |
| 2002 | 2,205.6                        | 1,825.2                              | 380.4                             | 17.2                             |
| 2003 | 2,200.4                        | 1,827.6                              | 372.8                             | 16.9                             |
| 2004 | 2,205.6                        | 1,815.6                              | 390.0                             | 17.7                             |
| 2005 | 2,190.0                        | 1,802.4                              | 387.6                             | 17.7                             |
| 2006 | 2,184.8                        | 1,810.8                              | 374.0                             | 17.1                             |
| 2007 | 2,153.5                        | 1,808.4                              | 345.1                             | 16.0                             |
| 2008 | 2,132.6                        | 1,791.6                              | 341.0                             | 16.0                             |
| 2009 | 2,106.6                        | 1,732.8                              | 373.8                             | 17.7                             |
| 2010 | 2,111.8                        | 1,754.4                              | 357.4                             | 16.9                             |
| 2011 | ---                            | 1,747.2                              | ---                               | ---                              |
| 2012 | 2,101.4                        | 1,765.2                              | 336.2                             | 16.0                             |
| 2013 | 2,070.1                        | 1,746.0                              | 324.1                             | 15.7                             |
| 2014 | 2,049.2                        | 1,741.2                              | 308.0                             | 15.0                             |
| 2015 | 2,049.2                        | 1,734.0                              | 315.2                             | 15.4                             |
| 2016 | 2,033.6                        | 1,724.4                              | 309.2                             | 15.2                             |
| 2017 | 2,044.0                        | 1,720.8                              | 323.2                             | 15.8                             |
| 2018 | 1,997.1                        | 1,706.4                              | 290.7                             | 14.6                             |
| 2019 | 1,981.4                        | 1,669.2                              | 312.2                             | 15.8                             |
| 2020 | 1,924.1                        | 1,621.2                              | 302.9                             | 15.7                             |

| 年   | 調 査 産 業 計 | 鉱業、採石業など | 建設業 | 製造業 | 電気・ガス業 | 情報通信業 | 運輸業、郵便業 | 卸売業、小売業 | 金融業、保険業 | 不動産・物品賃貸業 | 学術研究など | 飲食サービス業など | 生活関連サービスなど | 教育、学習支援業 | 医療、福祉 | 複合サービス事業 | その他のサービス業 |
| ---- | -------------- | ---------------- | ------ | ------ | ------------ | ---------- | -------------- | -------------- | -------------- | ------------------ | ------------ | ------------------ | -------------------- | ---------------- | ---------- | ---------------- | ------------------ |
| 2007 | 345.1          | 239.9            | 296.9  | 263.4  | 248.7        | 383.2      | 297.1          | 399.7          | 346.0          | 213.4              | ---          | 497.9              | ---                  | 461.7            | 273.7      | 294.2            | 192.3              |
| 2008 | 341.0          | 181.0            | 297.7  | 268.5  | 255.1        | 347.1      | 284.2          | 391.7          | 345.1          | 170.1              | ---          | 491.8              | ---                  | 482.1            | 280.5      | 343.4            | 173.0              |
| 2009 | 373.8          | 436.2            | 302.8  | 304.3  | 249.1        | 391.5      | 298.9          | 403.2          | 361.2          | 230.9              | ---          | 542.2              | ---                  | 549.7            | 292.5      | 323.8            | 211.8              |
| 2010 | 357.4          | 391.3            | 298.0  | 272.9  | 251.1        | 387.6      | 283.7          | 390.0          | 348.7          | 189.6              | 336.5        | 506.9              | 352.3                | 534.9            | 293.3      | 281.4            | 194.6              |
| 2011 | ---            | ---              | ---    | ---    | ---          | ---        | ---            | ---            | ---            | ---                | ---          | ---                | ---                  | ---              | ---        | ---              | ---                |
| 2012 | 336.2          | 247.9            | 302.9  | 254.1  | 265.9        | 358.4      | 292.5          | 351.1          | 352.0          | 213.6              | 282.5        | 470.8              | 300.7                | 482.0            | 275.7      | 304.2            | 217.0              |
| 2013 | 324.1          | 328.4            | 264.4  | 246.4  | 245.0        | 307.0      | 285.3          | 331.1          | 339.8          | 189.1              | 262.0        | 442.6              | 274.9                | 480.7            | 266.8      | 304.1            | 213.7              |
| 2014 | 308.0          | 244.6            | 242.0  | 221.2  | 217.3        | 273.7      | 280.1          | 309.8          | 316.9          | 124.2              | 254.7        | 450.6              | 281.3                | 472.7            | 250.7      | 271.2            | 208.9              |
| 2015 | 315.2          | 123.5            | 251.9  | 231.6  | 220.1        | 282.1      | 294.1          | 320.2          | 323.7          | 147.0              | 293.5        | 441.8              | 278.5                | 472.2            | 252.3      | 268.1            | 183.7              |
| 2016 | 309.2          | 216.4            | 228.3  | 231.2  | 222.6        | 288.1      | 281.6          | 298.9          | 325.4          | 126.6              | 291.5        | 424.9              | 308.4                | 494.7            | 244.3      | 260.5            | 160.4              |
| 2017 | 323.2          | 243.2            | 236.7  | 247.7  | 250.2        | 319.7      | 262.8          | 316.1          | 368.3          | 137.0              | 287.5        | 450.9              | 297.2                | 499.6            | 247.1      | 286.2            | 188.0              |
| 2018 | 290.7          | 281.7            | 227.0  | 208.3  | 183.6        | 290.7      | 291.9          | 286.4          | 306.9          | 120.8              | 211.3        | 387.9              | 287.0                | 449.8            | 221.8      | 224.8            | 172.4              |
| 2019 | 312.2          | 167.2            | 229.0  | 231.9  | 213.2        | 303.1      | 267.8          | 295.5          | 332.5          | 118.7              | 227.7        | 403.1              | 309.8                | 469.7            | 264.3      | 262.4            | 191.1              |
| 2020 | 302.9          | 189.3            | 210.4  | 226.5  | 193.2        | 220.5      | 257.2          | 249.4          | 293.6          | 112.6              | 213.5        | 414.8              | 366.3                | 420.8            | 255.0      | 218.2            | 181.3              |

| 年   | 調査産業 計 | 鉱業、採石業など | 建設業 | 製造 業 | 電気・ ガス業 | 情報通信業 | 運輸業、郵便業 | 卸売業、小売業 | 金融業、保険業 | 不動産・物品賃貸業 | 学術研究 など | 飲食サービス業など | 生活関連サービスなど | 教育、学習支援業 | 医療、福 祉 | 複合サービス事業 | その他のサービス業 |
| ---- | ----------- | ---------------- | ------ | ------- | ------------- | ---------- | -------------- | -------------- | -------------- | ------------------ | ------------- | ------------------ | -------------------- | ---------------- | ----------- | ---------------- | ------------------ |
| 2007 | 16.0        | 10.4             | 12.6   | 11.7    | 11.6          | 16.4       | 12.2           | 19.2           | 15.9           | 10.0               | ---           | 26.8               | ---                  | 22.4             | 14.0        | 14.0             | 9.6                |
| 2008 | 16.0        | 7.9              | 12.6   | 12.0    | 11.9          | 15.1       | 11.8           | 18.9           | 15.9           | 8.1                | ---           | 26.9               | ---                  | 23.3             | 14.4        | 16.1             | 8.7                |
| 2009 | 17.7        | 18.2             | 13.0   | 14.1    | 11.7          | 17.0       | 12.6           | 19.6           | 16.6           | 11.1               | ---           | 30.0               | ---                  | 26.6             | 15.0        | 15.2             | 10.7               |
| 2010 | 16.9        | 16.6             | 12.7   | 12.3    | 11.7          | 16.7       | 11.9           | 19.0           | 16.1           | 9.3                | 15.1          | 28.3               | 17.5                 | 25.9             | 15.1        | 13.4             | 9.9                |
| 2011 | ---         | ---              | ---    | ---     | ---           | ---        | ---            | ---            | ---            | ---                | ---           | ---                | ---                  | ---              | ---         | ---              | ---                |
| 2012 | 16.0        | 10.8             | 12.8   | 11.5    | 12.3          | 15.3       | 12.3           | 17.4           | 16.1           | 10.5               | 12.7          | 27.0               | 15.0                 | 23.5             | 14.3        | 14.4             | 11.1               |
| 2013 | 15.7        | 14.1             | 11.3   | 11.2    | 11.7          | 13.6       | 12.1           | 16.6           | 15.9           | 9.4                | 12.0          | 26.2               | 14.1                 | 24.0             | 14.1        | 14.7             | 11.0               |
| 2014 | 15.0        | 10.7             | 10.4   | 10.1    | 10.5          | 12.2       | 11.9           | 15.8           | 15.2           | 6.3                | 11.9          | 26.8               | 14.5                 | 23.7             | 13.4        | 13.2             | 10.8               |
| 2015 | 15.4        | 5.8              | 10.9   | 10.6    | 10.5          | 12.6       | 12.5           | 16.3           | 15.4           | 7.4                | 13.6          | 26.3               | 14.5                 | 23.8             | 13.4        | 12.9             | 9.6                |
| 2016 | 15.2        | 9.9              | 10.0   | 10.6    | 10.6          | 13.0       | 12.1           | 15.5           | 15.5           | 6.5                | 13.6          | 25.8               | 16.2                 | 24.8             | 13.1        | 12.6             | 8.5                |
| 2017 | 15.8        | 11.1             | 10.3   | 11.2    | 11.8          | 14.3       | 11.2           | 16.3           | 17.2           | 7.0                | 13.4          | 27.5               | 15.8                 | 24.6             | 13.2        | 13.6             | 9.8                |
| 2018 | 14.6        | 12.7             | 10.0   | 9.6     | 8.9           | 13.4       | 12.6           | 15.1           | 14.8           | 6.3                | 10.1          | 24.6               | 15.7                 | 22.9             | 12.1        | 11.0             | 9.2                |
| 2019 | 15.8        | 7.6              | 10.2   | 10.8    | 10.4          | 14.1       | 11.8           | 15.7           | 16.1           | 6.3                | 11.0          | 25.9               | 17.1                 | 24.2             | 14.3        | 12.9             | 10.3               |
| 2020 | 15.7        | 8.5              | 9.6    | 11.0    | 9.5           | 10.5       | 11.7           | 13.8           | 14.4           | 6.1                | 10.6          | 28.7               | 21.4                 | 22.4             | 14.0        | 11.0             | 10.1               |

#### 調査による実態
拓殖大学の佐藤一磨による調査により、男性労働者の4割（既婚者の場合、年齢層が高いため6割）、女性労働者は3～5割がサービス残業をせざるを得ない状況になっている。また、男性の場合、サービス残業を行わない労働者と長時間労働により多くのサービス残業を行っている労働者に2極化する傾向がある。また、サービス残業をしている男性労働者の約5割（既婚者の場合、3割）、女性労働者は約1～2割が月40時間以上のサービス残業を行っており、長時間労働によるサービス残業が行われている実態がある。

#### 霞が関のサービス残業
霞が関は、人事院の公表では、「官僚の残業時間は年間360時間（月平均30時間）程度」、「超過勤務の上限である100時間を超える者はいない」という建前を理由に、サービス残業は生じていないとの公式見解であった。しかし、2020年の10月と11月に調査した在庁時間調査より、霞が関で働く国家公務員の全体の5～6%が人事院が定める超過時間の上限の月100時間を超えていた。更には、過労死ラインにあたる月80時間超えは11～12％、45時間超えは35～36%も在庁つまり時間外残業を行っていた実態が明らかとなった。特に、20代のI 種・総合職の約3分の1が過労死ラインの月残業80時間超えで働いている。その要因として、「国会対応」、すなわち「国会議員の質問通告への答弁作成作業」にあるといわれている。本来であれば「質問通告は2日前まで」というルールがあるが形骸化しており、さらには、令和2年度臨時国会での全ての国会議員の質問などの終了時間に当たる最終通告時間が正規の業務終了時間を過ぎたケースが約3分の2に上ること、その内の約55%が20時過ぎとなっていることが判明している。
そのため、2021年1月22日に河野太郎行政改革担当相は午前の会見で、国家公務員の残業代をテレワークによる業務を含めて全額支払うことを表明すると同時に、他の課や係でサービス残業が行われた場合は内閣人事局に通報するよう勧めている。

#### 教員の事実上のサービス残業
教職員給与特別措置法により、月給の4％を「教職調整額」として一律支給する代わりに、残業代の支払いを認めていないため、事実上何時間でもサービス残業が出来るようになっている。この実態に対して労働基準法違反として訴訟を起こした事例があるが、2023年3月8日に最高裁第2小法廷（岡村和美裁判長）により退けられている。なお、1審判決時に教職員給与特別措置法が多くの教員が長時間労働している実情と乖離していることに言及している。

### サービス残業発生要因

#### 労働者に残業の「申請」を行わせない
有形・無形の圧力により、残業の「申請」を行わせず、強制的に残業させる。タイムカードによる出退勤管理をしている企業では、定時に退勤処理を行わせたあとで働かせる場合もある。外部からは従業員が自主的に残って働いているように見える。「サービス」の語の由来でもある。
厚生労働省は「平成29年1月20日労働時間の適正な把握のために使用者が講ずべき措置に関するガイドライン」という労働基準局長から都道府県労働局長あての通達を、平成29年1月20日に出しており、「始業・終業時刻の確認及び記録の原則的な方法」として「使用者が、自ら現認することにより確認し、記録すること」とされ、「自己申告制により始業・終業時刻の確認及び記録を行う場合の措置」について、「労働者の労働時間の適正な申告を阻害する目的で時間外労働時間数の上限を設定するなどの措置を講じないこと」「時間外労働時間の削減のための社内通達や時間外労働手当の定額払等労働時間に係る事業場の措置が、労働者の労働時間の適正な申告を阻害する要因となっていないかについて確認するとともに、当該要因となっている場合においては、改善のための措置を講ずること」とされており、単に時間外労働を指示していないということだけをもって、使用者に理があるとは言えないとしているが、ガイドラインには法的な根拠はないため、守らなかったとしても使用者に罰則の適用はない。しかし、労働基準監督署自身は労働基準法の適用がないため、この基準に従った労働時間管理を行っていない。

#### 裁量労働制の違法利用
正規の手続きなしに使用者側が一方的に裁量労働制を導入したと称して運用する違法な例がある。裁量労働制を導入するための手続きとして、労使の合意（専門業務型では労使協定の締結・企画業務型では労使委員会の決議）と労働基準監督署への届け出とが必要である。また、「裁量労働制のもとでは残業という概念自体が存在しない」との誤った解釈に基づいて一切の手当てを支払わない違法な例がある。現行の裁量労働制はみなし労働時間制の一種であるため、給与算定のために勤務時間管理を行う必要は基本的にはないが、深夜・法定休日勤務手当ては支給しなければ違法となる。また、みなし労働時間が法定労働時間（8時間）を超過する場合には、労使であらかじめ36協定（残業に関する協定）を締結して労働基準監督署に届け出るとともに、超過分の時間外労働手当（たとえばみなし労働時間が9時間であれば1時間分）を支給しなければ違法となるが、裁量労働制を採用している大部分の企業は、みなし残業超過分の労働手当を適正に払わず固定給で青天井のサービス残業をさせている。
法律条文に明確に列挙されている職種以外にも使用者側の独自解釈の元に裁量労働制を適用する場合もあり、この場合も違法であるが、そのまま運用されていることがある。一例として、裁量労働制が適用できないプログラマをシステムエンジニア扱いにして裁量労働制を適用してしまうケースが挙げられる。

#### 事業場外労働制の合法利用
みなし労働時間制の一つである事業場外労働の協定を締結すれば、事業場外の労働時間を把握する必要がなくなり、これを利用して事業場外の労働を無制限にさせようとする例がある。
しかしながら、みなし労働時間制は採用するための要件や対象となる労働者の範囲が厳格に定められていて、本来対象とならない労働者をみなし労働時間制の下で労働させることはできないこととなっている。

#### 管理職に昇進させる
管理監督者（「監督若しくは管理の地位にある者又は機密の事務を取り扱う者」）は労働基準法に定める労働時間などの規定の適用を受けず、残業手当の支払い義務が発生しない（労働基準法第41条）。
これを悪用し、管理職を「管理監督者」とみなした上で、「名目だけの管理職」に昇進させ、月額数万円程度で固定される「管理職手当」と引き替えに、「残業手当をカット」する方法が採られることがある（固定額の「管理職手当」が「残業手当」より低く抑えられる）。しかし、職制上「管理職」とされている者全てが「管理監督者」に該当するとは限らない。
コナカや日本マクドナルドなどの直営店長が起こした裁判では店長側の訴えを認め、「コナカや日本マクドナルドにおける店長は管理監督者とはいえない」との判断を下し、過去に未払いとされていた残業代の支払いを命じた（管理職かどうかの判断はしていない）。これらの訴訟では、残業手当の支払いを免れる「名ばかり管理職」という言葉が生まれ問題視されている。
日本労働弁護団が2008年2月11日に設けた「名ばかり管理職110番」では、最下層の平社員の肩書きを「幹部候補生」「管理職（課長および店長）候補」（いずれも管理職扱い）にした例、3,000人規模の会社で数百人の「課長」がいる例、高校を卒業し、金型工場へ入社したばかりの19歳の新人社員をいきなり「管理職」扱いにするなどの極端な例も報告されている。彼らはいずれも「管理職」とされながら部下はおらず、また「課長」「店長」であるにもかかわらず出退勤の時間が管理されていた。

### サービス残業への対応

#### 厚生労働省の対応
厚生労働省は2003年に「賃金不払残業総合対策要綱」（平成15年5月23日基発第0523003号）および「賃金不払残業の解消を図るために講ずべき措置等に関する指針」（平成15年5月23日基発第0523004号）を策定し、事業場における不払残業の実態を最もよく知る立場にある労使に対して主体的な取組を促すことにより、適正な労働時間の管理を一層徹底するとともに、賃金不払残業の解消を図るために労使が取り組むべき事項を示した。また毎年11月を「賃金不払残業解消キャンペーン月間」とし、賃金不払残業の解消に向け、労使の主体的な取組を促すためのキャンペーン活動を実施している。 
サービス残業を規制するためには使用者に適正に労働時間を管理する責務があることを明らかにするため、厚生労働省は2001年に通達「労働時間の適正な把握のために使用者が講ずべき措置に関する基準について」(平成13年4月6日付基発339号）を発出し、2017年1月にはこの通達を改める「労働時間の適正な把握のために使用者が講ずべき措置に関するガイドライン」が出され、労働基準監督署による調査で、始業・終業時刻の記録・確認などの是正指導が一層強化された。

#### 労働基準監督署による是正勧告など
複数の労働基準監督署が2004年9月以降に実施してきた立ち入り調査でサービス残業が発覚してきた。労働基準監督署の是正勧告を受けて社内調査をしてサービス残業代を支払った（2005年）。もっとも立ち入りが行われたのは一般にサービス残業が少ないとされる電力会社が中心で、これらは氷山の一角に過ぎないという指摘が多い。
- 柳原製作所　長野
- 関西電力　22億9700万円（約11,000人）
- 東京電力　69億4800万円（約25,900人）
- 中部電力　65億円（約12,000人）
- スタッフサービス大阪本部　約53億6500万円（全国の従業員と退職者計約3,400人）
- ヤマト運輸関西支社管内　金額は不明（大阪主管支店管内の従業員約22,000人）
- 富士火災海上保険　2億7400万円（約1,000人）
- ホテルグランヴィア京都　2億700万円（約400人）
- ミドリ電化JR尼崎駅前店　金額は不明（約5,100人）
- ミズノ　18億6,000万円（約2,000人）
- 近畿大学　約1億38万円（職員・退職者約563人）
- 名古屋港イタリア村　約700万円（外国人調理師3人）
- 大阪大学　金額は不明（教員の一部を含む職員約5,400人）
- 学校法人立命館　約900万円（大学・高校などの職員約460人）
- 神戸ポートピアホテル　約7,100万円（174人）
- 群馬大学　約2,500万円（付属病院を含む職員約900人）
- 北九州市立医療センター　金額は不明（医師約70人）
- 横浜銀行　約7,900万円（銀行員約1,100人）
- 大原簿記専門学校神戸校
  - 1回目 2006年 約40万円（職員16人）
  - 2回目 2008年 約40万円（教師、事務職27人）
- ダイハツ工業 約5,000万円（社員約1,000人）
- 大和ハウス工業 約32億円（社員約9,387人）
- がんこフードサービス 金額は不明（岸和田五風荘店従業員約100人）
- オークワ 約8億円（社員・パート合わせ計約1万6,000人）
- 新日本 (人材派遣会社) 約100万円（従業員。人数は不明）
- 学校法人甲子園学院 約1,220万円（教職員61人）
- 王将フードサービス 約2億5,500万円（社員及びパート従業員計923人）
- KKR札幌医療センター7億5千万（退職者を含めた職員700人以上）
- 真宗大谷派（東本願寺） 約660万円（僧侶2名）
- 土岐市立総合病院 約1億1,600万円（医師・看護師・技師ら216人）
- 西日本旅客鉄道 約20億円（社員1万4,000人）
- KDDI 約6億7,000万円（社員4,613人）
- 上智大学 約75万円（非常勤講師1名）
- 木曽路 (企業) 金額は不明（同社従業員の約4割）

このような是正勧告に対して、日本経済団体連合会は「企業の労使自治や企業の国際競争力の強化を阻害しかねないような動きが顕著」と非難している。

#### 厚生労働省への匿名での情報提供
厚生労働省はウェブページ上に「労働基準関係情報メール窓口」を設けており、労働基準法等における問題に関する情報を匿名で提供することができる。情報は、関係する労働基準監督署へ情報提供するなど厚生労働省の業務の参考にされるが、個別の事案への相談には応じていない。

#### 労働基準監督署への申告
労働者は労働基準監督署へ賃金不払いの申告をすることができる。労働基準法的に申告は匿名では受け付られない。

#### 労働基準監督署への告訴・告発
労働基準監督署長（又は、警察署長、検察官）に対して、使用者の具体的な法違反があることを法条文の構成要件に従って書面などの根拠を持って示し、使用者の刑事責任を問う意思があることを申し出れば、告訴・告発ができる。ただし、口頭の告訴・告発の場合には告訴・告発調書という取り調べのようなことが行われ、告訴・告発調書は行政官の都合の良いように書かれるため、書面による告訴・告発が望ましい。

#### 未払賃金請求訴訟
従業員のサービス残業を強いている場合には、日々の勤務時間を逐一メモを取る（特に本人が毎日、残業時間を日記風に記録していた場合は十分に有効）、その他証明力のある記録または証拠（給料明細、可能ならばタイムレコーダーのコピー、IC乗車カードの乗降記録、自動車の運転者や労働者の場合は、アナログ式タコグラフから記録されたチャート紙またはデジタル式タコグラフから記録されたデータのコピーや運行指示書、業務日報など）を残しておくことが肝要である。またタイムカードや時間管理の業務日報などがなくても、まず本人の記憶、陳述に基づき労働時間のコアタイムを計算して労働時間の主張をし、他の間接的な記録があればそれで補充するという方法でも残業時間の立証は十分可能である。
賃金などが支払われなかった場合、雇用主が商人の場合は、本来支払われるべき日の翌日から遅延している期間の利息に相当する遅延損害金年利6%も含めて請求ができる（商法第514条、最二小判昭和51年7月9日参照)。雇用主が商人ではない場合は、民事法定利率年利5%の遅延損害金となる。なお退職した労働者の場合は、遅延損害金年利14.6%を請求できる（賃金の支払の確保等に関する法律6条1項、同法律施行令1条）。また裁判上、未払いの割増賃金と同額の付加金の支払を請求することができる（労働基準法114条）。

## 韓国におけるサービス残業

### 勤労基準法
韓国では2018年7月1日の勤労基準法改正で1週の労働時間の限度を52時間とし明確にした。改正前から法定労働時間は1日8時間、週40時間で、当該勤労者の同意を得た場合には週12時間まで延長労働が可能とされ、1週の労働時間の限度は最大52時間だった。しかし、改正前の勤労基準法の解釈に関して、雇用労働部は「1週間」から休日を除き、延長労働と休日労働を別個に解釈していたため、長時間労働を誘発する原因になっており、勤労基準法の改正で労働時間の限度が明確にされた。労働時間に違反した事業主は、2年以下の懲役または2,000万ウォン以下の罰金が科される。

### サービス残業の実態
韓国にもサービス残業（超過労働時間が記録されず超過労働手当が支給されない労働）が存在する。韓国では長時間労働が問題になっており、経済協力開発機構（OECD）の調査では、韓国の勤労者1人当りの年平均労働時間は2016年基準で2,052時間となっており、OECD加盟国ではメキシコに次いで長く、OECDの平均である1,707時間より345時間長くなっている。産業別では、特に製造業や運輸業、宿泊業などで長時間労働が行われている。
サービス残業の大部分はホワイトカラー労働者で、サービス産業労働者、小規模事業所の労働者などにもサービス残業がみられる。しかし、実際の超過労働時間は公的な統計の記録よりはるかに長いものと推定されているが、実態はよく分かっていない。雇用労働部が実施している毎月労働統計調査報告は事業所調査であるため非公式的な超過労働時間が記録されていない可能性が大きいという指摘もある。韓国金融産業労働組合連盟（2001）の調査では、銀行員の大部分が超過労働手当の一部あるいは全部を支給されていないことが分かっている。
韓国の賃金体不額は日本の10倍、経済規模を考慮すると30倍という報告書が発表された。韓国のILO基準労働権等級は5等級で、日本の2等級に比べて非常に劣悪である。